# Église en bois de l'Intercession-de-la-Mère-de-Dieu de Donja Jablanica
Pour les articles homonymes, voir Église de l'Intercession-de-la-Mère-de-Dieu.
L'église en bois de l'Intercession-de-la-Mère-de-Dieu de Donja Jablanica (en serbe cyrillique : Црква брвнара Богородичиног Покрова у Доњој Јабланици ; en serbe latin : Crkva brvnara Bogorodičinog Pokrova u Donjoj Jablanici) est une église orthodoxe serbe située à Jablanica, dans le district de Zlatibor et dans la municipalité de Čajetina en Serbie. Elle est inscrite sur la liste des monuments culturels de grande importance de la république de Serbie (identifiant no SK 201).
Le vieux cimetière et les sobrašice près de l'église sont également classés.

## Présentation
L'église est située dans une forêt de pins sur une colline dominant le hameau de Donja Jablanica. Dédiée au linceul (en serbe : pokrov) de la Mère de Dieu, elle a été construite en 1838. Selon la légende, elle a été édifiée par « les villageois avec un maître venu de Tara ».
L'église est constituée d'une nef unique prolongée par une abside demi-circulaire ; le toit pentu était à l'origine couvert de bardeaux. À l'intérieur, elle est subdivisée en deux parties, celle de la nef et celle de l'autel. Les « portes royales » ont été réalisées juste après la construction de l'église ; elles ont sans doute été peintes par Sreten Protić, tandis que les icônes de l'iconostase ont été peintes en 1851 par Dimitrije Posniković.

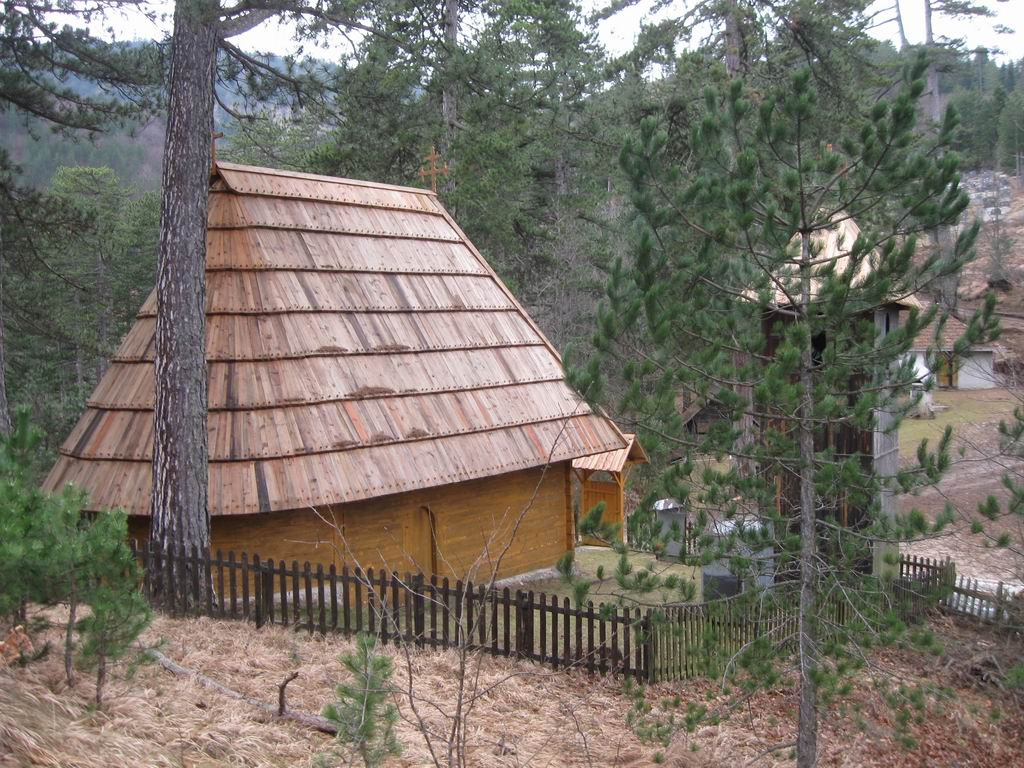
Autre vue de l'église

À côté de l'église s'élève un clocher en bois et, épousant la configuration du terrain, un ensemble de « sobrašice », construit en 1840, qui figure parmi les plus beaux de Serbie ; certaines de ces maisons en bois sont complètement closes, tandis que d'autres forment des sortes de porches avec des bancs incorporés dans la construction.

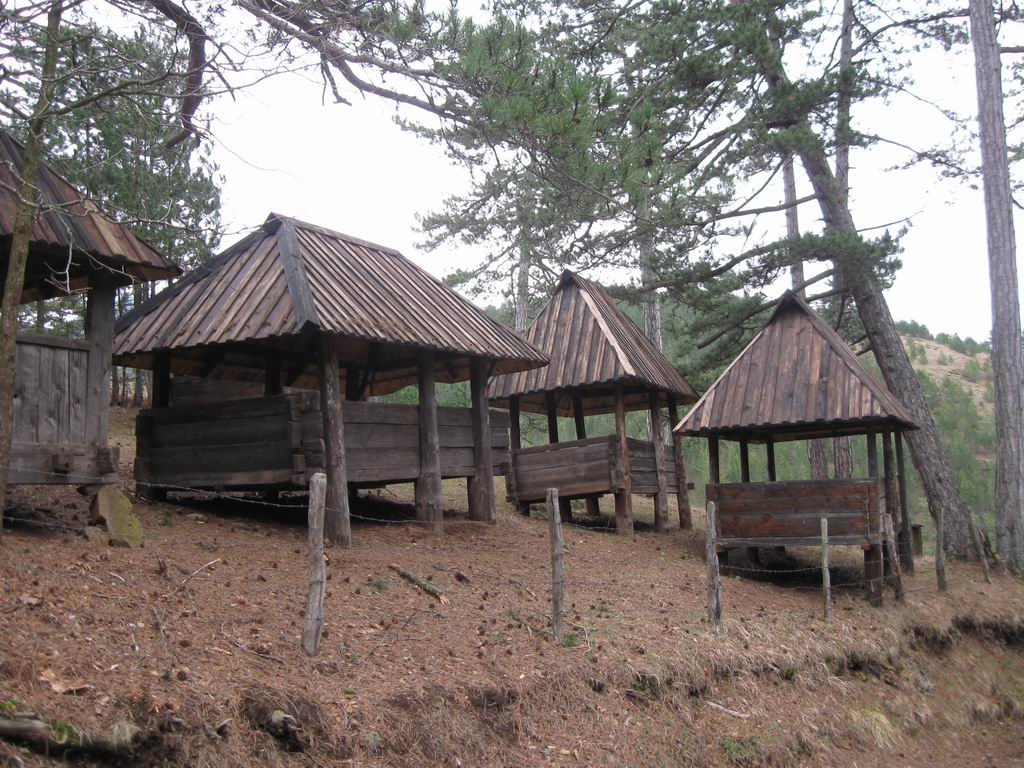
Vue des « sobrašice »
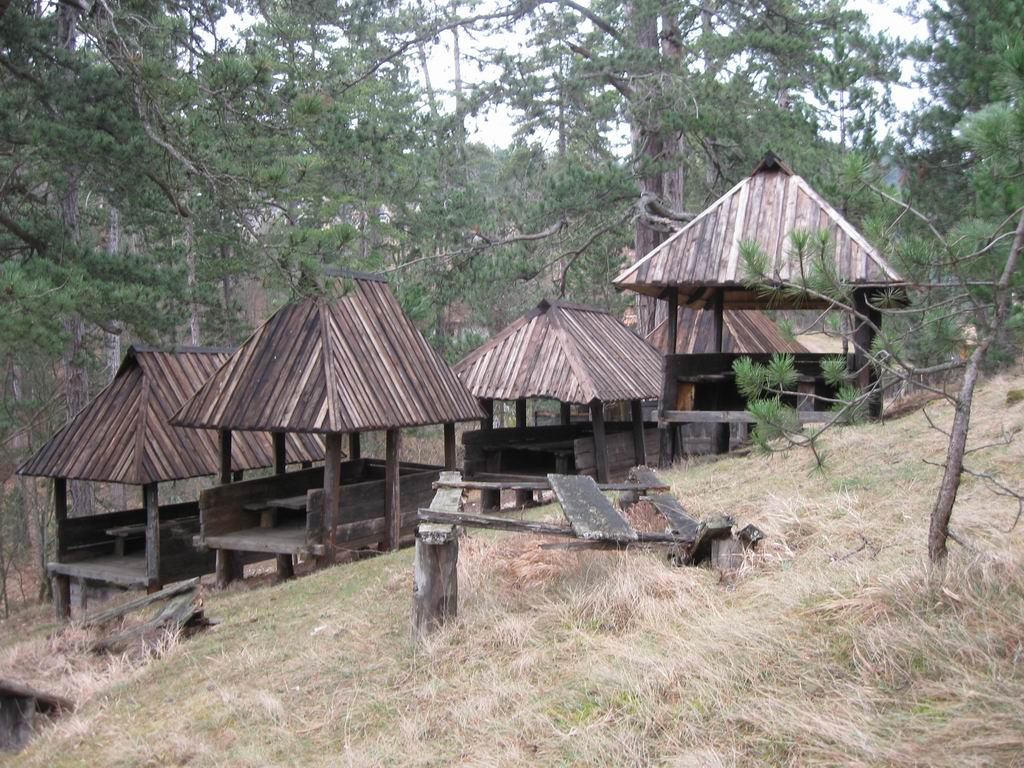
Autre vue
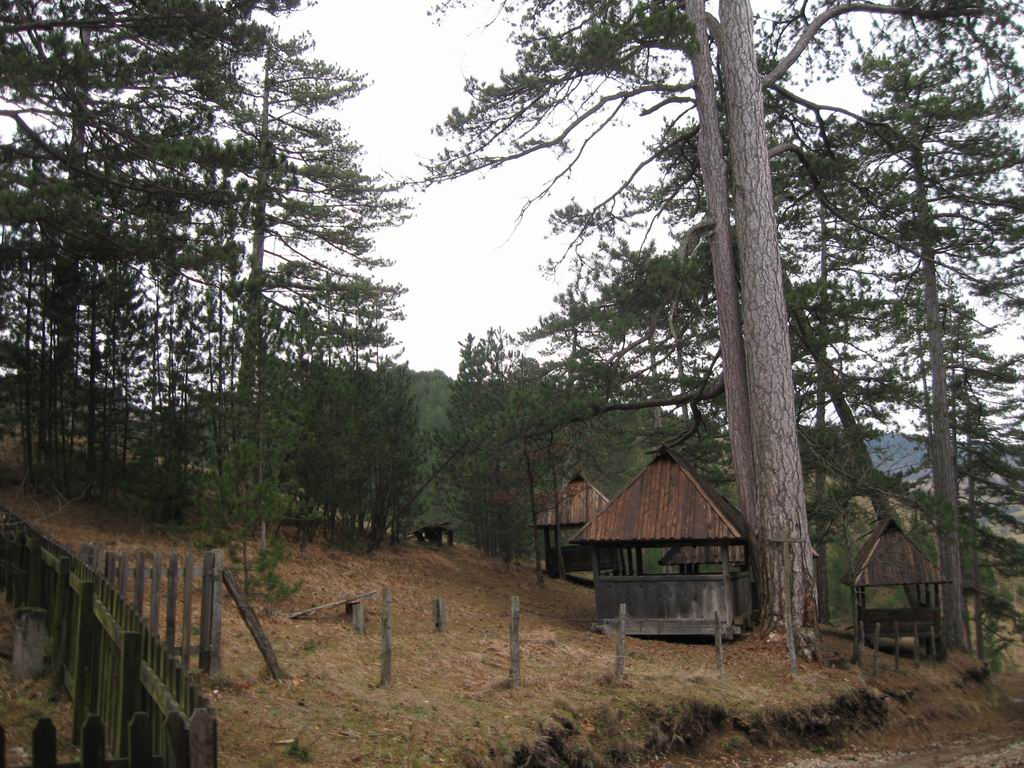
Autre vue

Le cimetière, situé à une centaine de mètres à l'ouest de l'église, est toujours en activité ; il abrite des tombes du XIXe siècle en grès comportant des inscriptions et des ornements floraux et des représentations symboliques.
Des travaux de restauration ont été effectués sur les « sobrašice » en 1987.